# Порт Меэрузе
Порт Ме́эрузе (эст. Meeruse sadam, код EEMRA), ранее порт Ко́плиранна (эст. Kopliranna sadam) — морской торговый порт в Таллине, Эстония. Расположен на северо-восточном берегу Коплиского залива, рядом с портом Беккера. Территория порта — 7,3 га. Официальный адрес порта: ул. Коплиранна, 49, Таллин. У порта Меэрузе и порта Беккера один владелец — концерн Logman Invest AS, и один оператор — основанная в 1992 году на частном капитале фирма OÜ Tallinna Bekkeri Sadam. Недалеко от порта расположен парк кладбища Копли.

## История порта

### В Советской Эстонии
На советских топографических картах (с63 25Т, 1:25 000, (1966—1987)) современные порты Беккера и Меэрузе вместе называются гавань Копли-Южная. С 1949 года до 1992 года порт принадлежал рыболовецкому колхозу «Маяк», в связи с чем в порту было построено большое здание холодильника (к настоящему времени снесено).

### В Эстонской республике
17 сентября 2020 года Таллинская горуправа своим решением № 85 инициировала реализацию детального планирования и стратегической оценки воздействия на окружающую среду территории грузового порта Меэрузе. Целью этого является создание вместо порта Меэрузе яхтенной гавани и нового жилого квартала многоэтажной застройки с коммерческими функциями. Размер подлежащего планировке земельного участка составляет 15,6 га. Это детальное планирование изменит Генеральный план Таллина. Проектирование и развитие среды недвижимости на территории порта Меэрузе идёт одновременно с аналогичным преобразованием порта Беккера и носит название «Bekkeri City».

## Описание порта
Территория порта по состоянию на 2024 год — 72 957,95 м², площадь акватории — 52 000 м². Акватория защищена пирсом длиной 176 м, внешняя сторона которого представляет собой береговое укрепление из бетонных блоков. В порту имеется 11 стационарных причалов общей длиной 770 м. На территории порта расположены закрытые склады общей площадью 4332 м², в том числе производственное здание площадью 1000 м², холодильная камера общей вместимостью 633 м² и таможенный склад площадью 600 м². Открытые склады расположены у причала № 5 (7500 м²) и № 11 (1500 м²), общая площадь складов составляет 44 646 м². Порт не предоставляет услуги яхтсменам-любителям.
Технические данные порта согласно Регистру портов Эстонии:
- общий тоннаж судна — 7500 тонн и более;
- наибольшая длина судна —  140 м;
- наибольшая ширина судна — 24 м;
- наибольшая осадка судна — 6,3 м;
- наименьшая ширина судового хода — 50 м;
- наименьшая глубина судового хода — 7,9 м.

Навигационный период — с 1 января по 31 декабря. Администрация порта работает 5 дней в неделю: с понедельника по пятницу. Официальное рабочее время — с 08.30 до 17.00. Погрузка и выгрузка судов происходит круглосуточно согласно заявке.
Объём ввозимого через порт Меэрузе щебня составляет около 600 тысяч тонн в год.

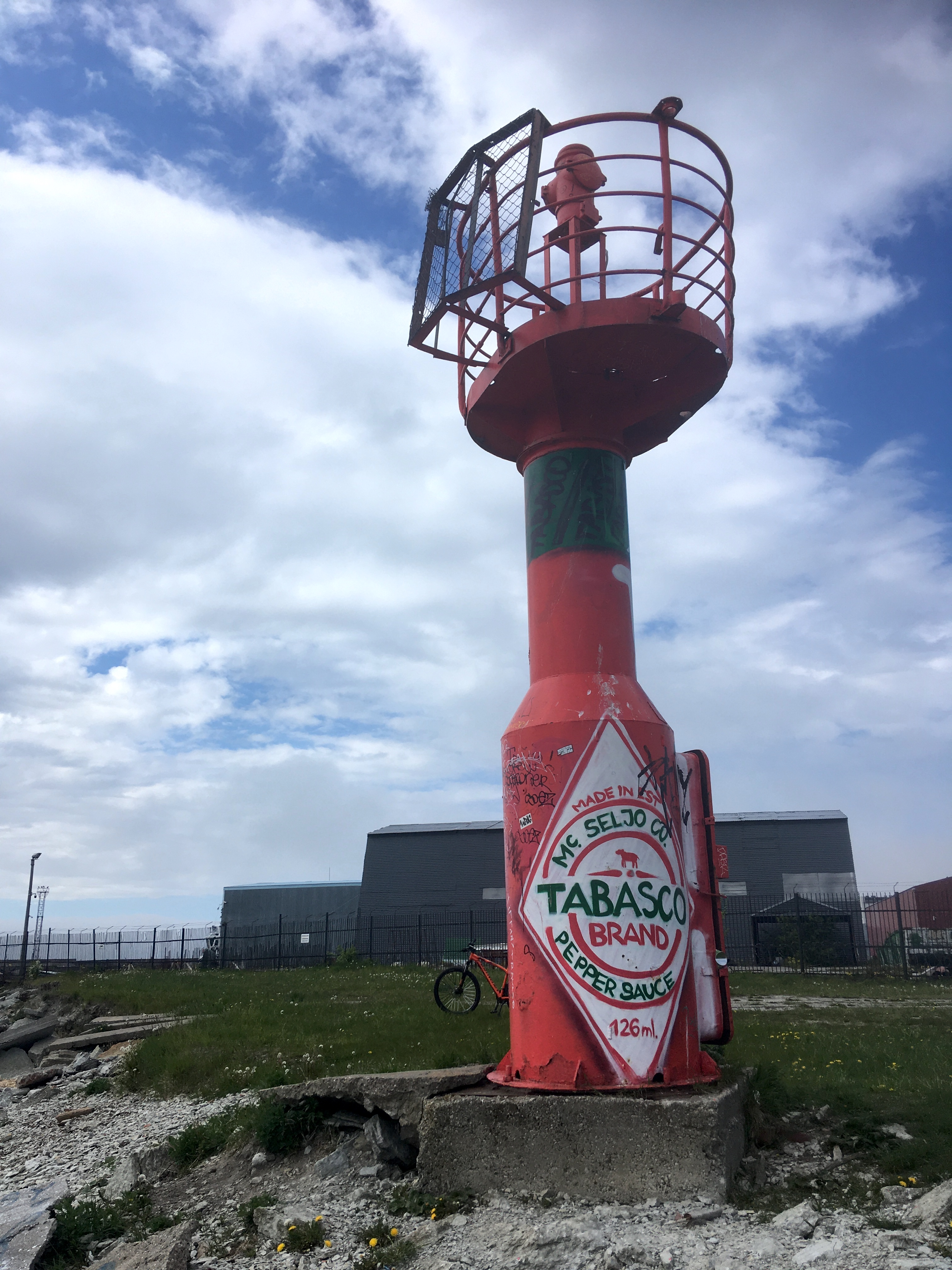
Маяк порта Меэрузе, 2022 год

Причалы порта Меэрузе:
| Наименование причала | Тип причала  | Глубина у причала, м | Длина причала, м |
| -------------------- | ------------ | -------------------- | ---------------- |
| № 1, береговой       | стационарный | 4,1                  | 63               |
| № 2, внутренний      | стационарный | 2,7                  | 70               |
| № 3, внутренний      | стационарный | 2,8                  | 24               |
| № 4, внутренний      | стационарный | 2,8                  | 70               |
| № 5, торговый        | стационарный | 5,2                  | 116              |
| № 6, торговый        | стационарный | 2,0                  | 50               |
| № 7, торговый        | стационарный | 1,8                  | 42               |
| № 8, торговый        | стационарный | 1,8                  | 34               |
| № 9, торговый        | стационарный | 2,2                  | 62               |
| № 10, торговый       | стационарный | 2,2                  | 63               |
| № 11, торговый       | стационарный | 6,8                  | 176              |